# Modèle de Zeldovich–Liñán
En combustion, le modèle de Zeldovich–Liñán décrit une réaction chimique en deux étapes pour les processus de combustion. Il est ainsi nommé d'après Iakov Zeldovitch et Amable Liñán. Le modèle comprend une réaction de ramification de chaîne et une réaction de rupture de chaîne (ou recombinaison radicale). Le modèle a été introduit pour la première fois par Zeldovitch en 1948 et analysé plus tard par Liñán en utilisant l'asymptotique des grandes énergies d'activation en 1971. Le mécanisme avec une recombinaison quadratique (ou de second ordre) qui a été écrit par Zeldovitch est :
{\displaystyle {\begin{aligned}{\rm {Branchement\,(I):}}&\quad {\rm {{F}+{\rm {{Z}\rightarrow 2{\rm {Z}}}}}}\\{\rm {Recombinaison\,(II):}}&\quad {\rm {{Z}+{\rm {{Z}+{\rm {{M}\rightarrow 2{\rm {{P}+{\rm {{M}+{\rm {Chaleur}}}}}}}}}}}}\end{aligned}}}
où {\displaystyle {\rm {F}}} est le carburant, {\displaystyle {\rm {Z}}} est un radical intermédiaire, {\displaystyle {\rm {M}}} est le troisième corps et {\displaystyle {\rm {P}}} est le produit.
Le mécanisme modifié comportant une recombinaison linéaire (ou du premier ordre) est connu sous le nom de modèle de Zeldovich–Liñán–Dold qui a été introduit par John Dold, Ce mécanisme s'écrit :
{\displaystyle {\begin{aligned}{\rm {Branchement\,(I):}}&\quad {\rm {{F}+{\rm {{Z}\rightarrow 2{\rm {Z}}}}}}\\{\rm {Recombinaison\,(II):}}&\quad {\rm {{Z}+{\rm {{M}\rightarrow {\rm {{P}+{\rm {{M}+{\rm {Chaleur}}}}}}}}}}\end{aligned}}}
Dans les deux modèles la première réaction est la réaction de ramification de chaîne (elle produit deux radicaux en consommant un radical) qui est considérée comme autocatalytique (elle ne consomme ni ne dégage de chaleur), avec une énergie d'activation très importante. La deuxième réaction est la réaction de rupture de chaîne (ou de recombinaison radicale, elle consomme des radicaux) où toute la chaleur de la combustion est libérée avec une énergie d'activation très faible,,. Par conséquent les constantes de vitesse s'écrivent :
{\displaystyle k_{\rm {I}}=A_{\rm {I}}e^{-E_{\rm {I}}/RT}\,,\quad k_{\rm {II}}=A_{\rm {II}}}
où {\displaystyle A_{\rm {I}}} et {\displaystyle A_{\rm {II}}} sont les facteurs pré-exponentiels, {\displaystyle E_{\rm {I}}} est l'énergie d'activation pour la réaction de ramification en chaîne et {\displaystyle T} est la température.

## Température de transition
Deux aspects fondamentaux différencient le modèle de Zeldovich–Liñán–Dold (ZLD) du modèle de Zeldovich–Liñán (ZL). Ils portent sur le problème de la limite froide dans les flammes pré-mélangées et celui de la température dite de croisement.
Pour simplifier, considérons un système spatialement homogène, alors la concentration {\displaystyle C_{\mathrm {Z} }(t)} du radical dans le modèle ZLD évolue selon :
{\displaystyle {\frac {dC_{\mathrm {Z} }}{dt}}=C_{\mathrm {Z} }\left(A_{\mathrm {I} }C_{\mathrm {F} }e^{-E_{\mathrm {I} }/RT}-A_{\mathrm {II} }\right)}
Il ressort clairement de cette équation que la concentration radicalaire va croître dans le temps si le terme de droite est positif. Plus précisément, l'état d'équilibre initial {\displaystyle C_{\mathrm {Z} }(0)=0} est instable si le terme de droite est positif. Si {\displaystyle C_{\mathrm {F} }(0)=C_{\mathrm {F} ,0}} désigne la concentration initiale en carburant, on définit une « température de croisement » {\displaystyle T^{*}} comme étant celle où les taux de ramification et de recombinaison sont égaux :
{\displaystyle e^{E_{\mathrm {I} }/RT^{*}}={\frac {A_{\mathrm {I} }}{A_{\mathrm {II} }}}C_{\mathrm {F} ,0}}
Lorsque {\displaystyle T>T^{*}}, la ramification l'emporte sur la recombinaison et donc la concentration va croître dans le temps alors que si {\displaystyle T<T^{*}} la recombinaison l'emporte sur la ramification et donc la concentration disparaîtra avec le temps.
Dans le modèle ZL, on aurait obtenu :
{\displaystyle e^{E_{\mathrm {I} }/RT^{*}}=(A_{\mathrm {I} }/A_{\mathrm {II} })C_{\mathrm {F} ,0}C_{\mathrm {Z} }(0)}
mais comme {\displaystyle C_{\mathrm {Z} }(0)} est nul ou infinitésimal dans l'état perturbé, il n'y a pas de température de croisement.

## Trois régimes réactifs
Dans son analyse Liñán a montré qu'il existe trois types de régimes, à savoir le « régime de recombinaison lente », le « régime de recombinaison intermédiaire » et le « régime de recombinaison rapide ». Ces régimes existent dans les deux modèles susmentionnés.
Considérons une flamme prémélangée dans le modèle ZLD. En se basant sur la diffusivité thermique {\displaystyle D_{T}} et la vitesse de combustion de la flamme {\displaystyle S_{L}}, on peut définir l'épaisseur de la flamme (ou l'épaisseur thermique) comme {\displaystyle \delta _{L}=D_{T}/S_{L}}. Comme l'énergie d'activation de la ramification est bien supérieure à l'énergie thermique, l'épaisseur caractéristique {\displaystyle \delta _{B}} de la couche de ramification sera {\displaystyle \delta _{B}/\delta _{L}\sim O(1/\beta )}, où {\displaystyle \beta } est le nombre de Zeldovitch basé sur {\displaystyle E_{\mathrm {I} }}. La réaction de recombinaison n'a pas d'énergie d'activation et son épaisseur {\displaystyle \delta _{R}} sera caractérisée par le nombre de Damköhler {\displaystyle Da_{\mathrm {II} }=(D_{T}/S_{L}^{2})/(W_{\mathrm {Z} }A_{\mathrm {II} }^{-1})}, où {\displaystyle W_{\mathrm {Z} }} est le poids moléculaire de l'espèce intermédiaire. À partir d'un bilan diffusion-réaction on obtient {\displaystyle \delta _{R}/\delta _{L}\sim O(Da_{\mathrm {II} }^{-1/2})}. Dans le modèle ZL on obtient {\displaystyle \delta _{R}/\delta _{L}\sim O(Da_{\mathrm {II} }^{-1/3})}.
En comparant les épaisseurs des différentes couches, on distingue :
- le régime de recombinaison lente : {\displaystyle Da_{\mathrm {II} }=O(1)} et {\displaystyle O(\delta _{B})\ll O(\delta _{R})=O(\delta _{L})} ;
- le régime de recombinaison intermédiaire : {\displaystyle Da_{\mathrm {II} }=O(\beta )} et {\displaystyle O(\delta _{B})\ll O(\delta _{R})\ll O(\delta _{L});}
- le régime de recombinaison rapide : {\displaystyle Da_{\mathrm {II} }=O(\beta ^{2})} et {\displaystyle O(\delta _{B})=O(\delta _{R})\ll O(\delta _{L})}.

La recombinaison rapide représente des situations proches des limites d'inflammabilité. Comme on peut le voir, la couche de recombinaison devient comparable à la couche de ramification. La criticité est atteinte lorsque la ramification est incapable de faire face à la recombinaison. Une telle criticité existe dans le modèle ZLD. Su-Ryong Lee et Jong S. Kim ont montré que lorsque {\displaystyle \Delta \equiv Da_{\mathrm {II} }/\beta ^{2}} devient grand, la condition critique est atteinte :
{\displaystyle r=e\left(1+{\frac {0.4162}{\sqrt {\Delta }}}\right)}
où
{\displaystyle r={\frac {Da_{\mathrm {I} }}{\beta Da_{\mathrm {II} }}}e^{-\beta (1+q)/q},\quad Da_{\mathrm {I} }={\frac {D_{T}/S_{L}^{2}}{(A_{\mathrm {I} }Y_{\mathrm {F} ,0}/W_{\mathrm {F} })^{-1}}}}
Ici {\displaystyle q} est le paramètre de dégagement de chaleur, {\displaystyle Y_{\mathrm {F} ,0}} est la fraction massique de carburant non brûlé et {\displaystyle W_{\mathrm {F} }} est le poids moléculaire du carburant.